# Katarina Velika
Katarina II. Aleksejevna (rusko Екатери́на II Алексе́евна, Ekaterina II Alekseevna), bolj znana kot Katarina Velika (Екатерина Великая, Ekaterina Velikaja), ruska carica od 28. junija 1762 do smrti, * 2. maj 1729, Stettin, Prusija (danes Szczecin, Poljska), † 17. november (6. november, ruski koledar) 1796, Zimski dvorec, Sankt Petersburg, Ruski imperij

## Mladost in poroka
Rodila se je kot nemška princesa Sofija Avgusta Frederika (nemško Sophie Auguste Friederike) von Anhalt-Zerbst-Dornburg. Pruski kralj Friderik II. (1727-1786) si je prizadeval za poroko mlade princese z ruskim prestolonaslednikom Petrom Fedorovičem (poznejšim Petrom III., 1728-1762). Ruska carica Elizabeta, ki je Petra kot svojega nečaka izbrala za svojega naslednika, je leta 1744 izbrala 15-letno Sofijo za njegovo ženo. Sprejela je rusko pravoslavno vero, se preimenovala v Katarino Aleksejevno Rusko in se 1. septembra 1745 poročila s Petrom.
Zakon ni bil srečen. Peter žene ni hotel sprejeti, do nje se je vedel čudaško in jo poniževal. Tako se je začela ukvarjati z ljubimci in branjem. Hitro se je naučila rusko in se vživela v novo okolje. Prilagodljiva in jasnih misli je kmalu postala priljubljena, zlasti v intelektualno bolj odprtih in napredno mislečih okoljih. Dobro je bila izobražena. Sledila je takratnim dogajanjem v Rusiji in preostali Evropi.

## Državni udar leta 1762
Leta 1762, po smrti svoje tete, je Peter nasledil ruski prestol. Njegovo čudaštvo je tedaj še bolj prišlo do izraza. Vodil je nepremišljeno zunanjo in notranjo politiko: prekinil je zavezništvo z Avstrijo in se povezal s Prusijo, posmehoval se je pravoslavju in skušal rusko vojsko preoblikovati po pruskem vzoru, zaradi česar je raslo nezadovoljstvo med ruskim občestvom, še posebej v gardi. Julija 1762, samo pol leta po kronanju, je bil Peter ubit v zaroti, ki jo je vodil Katarinin ljubimec Grigorij Orlov. Za vladarico so tedaj proglasili Katarino, ki ji niso mogli dokazati vpletenosti v umor. Kronali so jo v Moskvi 13. septembra 1762 po ruskem koledarju.

## Razsvetljenstvo in notranja politika
Katarina je vladala prosvetljeno in je sama sebe imela za »filozofa na prestolu«. Z naklonjenostjo je gledala na evropsko razsvetljenstvo in si dopisovala z mnogimi velikimi umi tistega časa, vključno z Voltaireom, Diderotom in d'Alembertom. Spodbujala je znanost, politiko in vojsko; v njenem času so delovali književnik in naravoslovec Lomonosov, matematik Euler, nepremagljivi general Suvorov, politik, vojskovodja (in Katarinin ljubimec) Potemkin ter drugi. Sprostila je cenzuro in vzpodbujala izobraževanje plemstva in srednjega razreda prebivalstva.
Na notranjem področju je na začetku svojega vladanja preučevala spise reformistov Beccarie in Montesquieua in skušala prenoviti politični sistem po zgledu razsvetljenstva; izvedla je reformo Senata (1763), podržavila cerkveno zemljo (1764) in skušala ustanoviti zakonodajno komisijo, v kateri bi bili zastopani vsi sloji prebivalstva, razen tlačanov (1767-1768), vendar je pozneje to komisijo razpustila še preden je zaživela, morda zato, ker je zaradi vstaje Pugačeva v vzhodni Rusiji (1773-1774) postala konzervativnejša, ali morda zaradi izbruha vojne s Turki. S prenovo, ki je bila zaključena leta 1775, je ustvarila province in območja, ki jim je bilo lažje vladati. Leta 1785 je z vrsto odlokov okrepila oblast plemičev, jih oprostila davkov, uvedla dedno plemstvo in jim podarila popoln nadzor nad njihovimi tlačani in deželami. Poleg tega je zaslužnim plemičem podarila zemljo v Ukrajini. Opogumljala je tudi kolonizacijo Aljaske in drugih osvojenih področij. Leta 1765 je ustanovila Družbo za prosti trg, ki je vzpodbujala modernizacijo kmetijstva in industrijo. Vzpodbujala je tuje investicije v ekonomsko nerazvitih območjih.
Ena največjih zaslug Katarine je ustanovitev mnogih šol v večjih mestih, med temi tudi šol za odrasle in prvo višjo šolo za dekleta v Evropi. Prav tako pomembne so gradnje novih bolnic in izdaja zakonov, ki so iste bolnice obvezovali za primerno zdravniško in farmacevtsko oskrbo.

## Zunanja politika
Kot Peter I. Veliki, je tudi Katarina izvajala dejavno politiko, s ciljem okrepitve Ruskega imperija in razširitvi njegovih mej. Z diplomatskimi prizadevanji so si Rusija, Avstrija in Prusija v letih 1772, 1793 in 1795 razdelile Poljsko, potem ko je na njen prestol leta 1764 postavila svojega bivšega ljubimca Stanisława Poniatowskega.
V rusko-turških vojnah (1768—1774 in 1787—1792) je Rusija priključila Novorusijo (danes južni del Ukrajine) in Krim. Slabitev Osmanskega imperija ji je posredno omogočila tudi priključitev Gruzije.
Od leta 1788 do 1790 je bila Rusija v vojni s Švedsko. Vojno je s ciljem priključiti baltiška ozemlja, zgubljena leta 1720, začel švedski kralj Gustav III., Katarinin bratranec, misleč, da bo kmalu porazil Rusijo, ki se je takrat angažirala proti Osmanskem imperiju, vendar je na strani Rusije v vojno leta 1789 vstopila tudi Danska. Rezultat je bil nekaj tisoč mrtvih in nekaj izgubljenih bojnih ladij, 14. avgusta 1790 pa so podpisali sporazum, ki je spet uvedel predvojni status quo, in ki mu je sledil 20-letni mir.
Vsega skupaj je Katarina Velika Rusiji dodala 518.000 km² ozemlja.

## Umetnost in kultura
V Rusiji je Katarinino pokroviteljstvo spodbudilo razvoj umetnosti bolj kot pod nobenim vladarjem pred in po njej. 
Katarina je veljala za pravega mecena umetnosti, literature in izobrazbe. Slovela je kot zaščitnica znanosti in literature, skrbela je za širjenje pismenosti in razmah kulture. Prepojena je bila s francosko kulturo in sledila je predvsem Voltairu in Montesquieu.
V Zimskem dvorcu, zgrajenem med letoma 1754 in 1762 kot zimska rezidenca ruskih carjev, je izmed vseh cesarjev prva stanovala cesarica Katarina Velika. Danes je v tej palači sloviti muzej Ermitaž, ki hrani eno največjih umetniških zbirk. Po spodbudi svojega factotuma Ivana Betskoija, je Katarina napisala priročnik oziroma učbenik za izobraževanje in poučevanje otrok. Pri delu si je pomagala s črpanjem snovi od razsvetljenjskega pisca Johna Locka. Leta 1764 je ustanovila znameniti šolski zavod Smotli; ta je za rusko zgodovino izrazitega pomena, saj je bil prvi šolski zavod, katerega so imele pravico obiskovati tudi ženske, ki so pripadale višjemu družbenemu sloju in je dalje deloval pod zasebnim pokroviteljstvom ruske carice do leta 1917, tik pred revolucijo. 
Katarina II. se je celo poiskusila na literarni sceni; pisala je komedije (glavni sta Osleparjeni in Siberijanski čarovnik), romane, spomine in zgodovinske drame. Komedije je pisala v didaktične namene, pa tudi zato, da bi kritizirala oziroma obrekovala in osramotila hipotetične sovražnike, kakršna je bila masonerija. Spoznala je Voltaira, Diderota in D’Alemberta. Ti enciklopedisti so jo visoko cenili in spoštovali ter jo v svojih delih celo proslavljali tako, da so naknadno utrdili in zapečatili v zgodovino njen sloves in njeno čast. Svoj razsvetljenski sloves si je pridobila zaradi naprednih razglabljanj v pismih prav Diderotu in Voltairu in zaradi lastnih literarnih poskusov, v katerih je obsojala predsodke in nevednost ljudskih množic ter zagovarjala potrebo po prosveti in kulturi.
V dolgoletni aktivni korespondenci z Voltairom, ji je ta izkazoval veliko simpatijo in dobrohotnost; nadel ji je številne vzdevke, kot sta npr. Zvezda Severnica in Semiramida Rusije zaradi njene neustavljive privlačnosti in njenega predajanja spolnosti. Leta 1778 je celo objavil tragedijo, v kateri je bila slična tema povezana z legendo te pomembne asirske kraljice. Čeprav se nista nikoli srečala, je bilo njuno prijateljstvo tako močno in globoko ukoreninjeno, da si je Katarina II. po njegovi smrti pridobila kot dedinja vso njegovo zbirko knjig, ki jih je nato dala shraniti v rusko nacionalno knjižnico. 
Arthur Young in Jacques Necker, vodilna ekonomista in finančna ministra te dobe, sta postala člana Svobodne ekonomske družbe, ki je bila ustanovljena leta 1765 v Sankt Peterburgu. To je bila prva ruska didaktična družba, ki je promovirala in spodbujala neko akademsko disciplino ali pa celotno serijo takih disciplin. Laskala in dobrikala se je znanstvenikom in matematikom Leonhardom Eulerem in Petrom Simonom Pallasom, da sta se celo iz Berlina preselila v Rusko glavno mesto. Katarina je namreč nadaljevala politiko Petra Velikega; tudi ona je imela v glavi neko idejo evropsko zasnovanega mesta. Hotela je prenesti iz Evrope v Rusijo vse mogoče tehnične in znanstvene pridobitve tako, da bi se Rusija lahko povzpela v mogočno državo.
Ko je prišla na prestol leta 1672, je slišala, da je francoska vlada grozila, da bo prekinila nadaljnjo tiskanje in izdajanje znane francoske enciklopedije zaradi nemoralnega in krivoverskega značaja. To delo je bilo prežeto z revolucionarnimi in razsvetljenskimi idejami. Katarina je zgrabila ugodno priložnost ter ponudila Diderotu pokroviteljstvo in popolno zaščito, da bi lahko to delo dokončal. 
Štiri leta kasneje, leta 1766, se je trudila prikazati in predstaviti v neki zakonodajni obliki temeljne principe in bistvene ideje razsvetljenstva, ki jih je sama asimilirala od francoskih filozofov. V Moskvi je sklicala veliko komisijo – veliko skoraj kakor posvetovalni parlament -, ki je štela 652 članov, ki so pripadali vsem družbenim slojem (uradniki, plemstvo, buržoazija, kmetje) in ki so prihajali iz različnih območij. Komisija je morala vsekakor imeti pred sabo potrebe in želje Ruskega imperija ter misel kako  zadostiti in ustreči tem željam. Carica je v ta namen sama pripravila Navodila za vodenje zborovanja. Po dvestotih zasedanjih, je bila Komisija razpuščena, ne da bi prišla do nekega pravega zaključka.
Leta 1777 je opisala Voltairu njene pravne inovacije, s tem da je izjavila, da čeprav država napreduje počasi, vsekakor napreduje.
Za časa Katarininega vladanja so Rusi uvažali in študirali klasična dela iz Evrope in ti evropski vplivi so bili jasno razvidni v ruskem razsvetljenstvu. Gavrila Deržavin, Denis Fonvizin in Ipolit Bogdanovič so predstavljali odlično podlago za plodnost piscev 19. stoletja, predvsem Aleksandra Puškina.
Katarina ni bila samo preprosta obiskovalka opere, ampak se je zanimala tudi za gledališče. Njene prve gledališke igre iz leta 1772 prikazujejo in opisujejo na veder in vesel način takratno vzdušje v Rusiji. Druge igre pa, napisane med letoma 1785 in 1788 so bolj lahkotnega in priložnostnega značaja; napisane so po francoskem zgledu in navdihujejo se po Shakespeareju. 
Po izidu leta 1790 dela Aleksandra Radiščeva z naslovom Potovanje iz Sankt Peterburga v Moskvo, ki je oznanjalo upore kmetov in sužnjev zaradi njihovega bednega in žalostnega položaja, s katerimi so ravnali kot z nekakšnim orodjem, to pa je bilo v nasprotju s stvarnostjo, ki je bila prikazana carici v Potemkinovih naseljih, ga je Katarina poslala v izgnanstvo v Sibirijo.

## Religijska opravila
Katarinina hvalevredna doslednost in popolna predanost ruskim političnim in družbenim zadevam sta pripomogla k zapečatenju neke vrste brezbrižnosti in oddaljenosti v odnosu do vere. Disidentom je prepovedala graditi kapele in ko se je začela francoska revolucija, je zatrla religiozno disidenstvo. Čisto politično gledano, je Katarina II izkoriščala krščanstvo v svoj prid in za blagostanje celotnega imperija, pa še predvsem v korist svoje protiosmanske politične linije. V ta namen je postavljala kristjane pod svojim pokroviteljskim krilom in promovirala vzgajanje po turškem redu in pravilih. Postavila je tudi določene omejitve rimskim katoličanom (ukaz 15. februarja leta 1769), večinoma poljskim katoličanom in se je poskušala odločno izpostavljati in razširiti državno kontrolo nad njimi; to pa se je zgodilo ob treh zaporednih delitvah Poljske. 
Ker so po celotni Evropi preganjali in zatirali jezuite, jim je leta 1773 Katarina ponudila zatočišče in pribežališče v svoji deželi in izkoristila to priložnost, da bi zopet imeli neko podlago za ponovno združitev Jezusove družbe; to je uradno ime za skupnost jezuitov.
V 18. stoletju so bili jezuitski očetje številni in bogati, veljali so za Cerkveno aristokracijo; v vsej katoliški polovici Evrope so obiskovali njihove šole samo otroci uglednih družin; usmerjali so mišljenje kraljev in kraljic; imeli so svoje misije na Kitajskem in imeli so tudi glavno besedo v španskih ter portugalskih kolonijah Južne Amerike. V nekaj letih pa se je ta njihova moč zrušila. Očitali so jim, da je bila njihova morala preveč prizanesljiva, vedno pripravljena k transakcijam, nagnjena k prilagoditvam; kako je njihova nadrobna kazuistika kaj primerna, da jo grešniki obrnejo sebi v prid; kako je njihov bog slaboten in pristranski, saj podeljuje svojo milost tistim, ki ga zanjo ne prosijo in najde še v takih človeških napakah nagib za upravičenje; kako so bili preveč vezani na deve iz tega sveta, na nebesa pa so pozabljali. Čeprav so se očitki ponavljali, so bili vse bolj številčni in poudarjeni tako, da so večkrat prerasli v krvoločne boje proti jezuitom.
Katarina je razveljavila tudi nepopularni zakon Visoke šole za gospodarstvo, ki je bil razglašen zato, da bi država administrirala in prosto upravljala ekleziastična ozemlja in premoženje. S tem početjem, si je Katarina pridobila naklonjenost in zvestobo prebivalstva; leta 1774 je razglasila dokončno sekularizacijo oziroma odvzem vseh cerkvenih posestev. Sledila je pravoslavni obliki, s tem da je smatrala Cerkev za etično in moralno orožje države.
Čeprav Katarina ni izdala nobenega statuta, ki bi zadeval religiozno strpnost, je njena vlada sprejela neko relativno progresivno politično linijo proti nepravoslavnim in nekrščanskim zadevam imperija.
Leta 1782 so razveljavili dodatne davke, ki so jih morali plačevati staroverci; leta 1786 so si Judje končno pridobili pravno enakopravnost in enakovrednost, čeprav bodo od leta 1791 imeli pravico se sklicati in 'uživati' to pravico le v getu, se pravi le v točno določeni coni, ki jo je vlada načrtovala in osnovala kot teritorij, kjer je smela večina Judov prebivati; leta 1794 pa jim je bila naložena dvojna obdavčitev.

## Zasebno življenje
Katarina II. je bila preračunljiva, izkoriščevalna, oblastna in brezobzirna. Ni bila posebno lepa, ampak šarmantna, pametna, označeval jo je močen in drzen značaj, bila je daljnovidna, neodvisna vladarica in zaradi tega so ji nadejali naslov Katarina Velika, najmodrejša mati domovine. Imela je enaindvajset ljubimcev, toda nobenega ni resnično ljubila; predstavljali so samo orodje za potešitev njenih čutnih poželenj in ko so zanjo postali nepotrebni, jih je brez premisleka oddaljila iz dvora. Povzdignila jih je na višji položaj, samo dokler je do njih čutila neke vrste zanimanja in jih nato upokojila ter obdarila z obširnimi ozemlji in sužnji. Po ljubezenskem razmerju s svojim ljubimcem in sposobnim svetovalcem Grigorijem Aleksandrovičem Potemkinom, ki se je zaključilo leta 1776, se domneva, da je on zanjo izbral nekega ljubezenskega kandidata, ki bi ji ugajal tako telesno kakor umsko. Nekateri ljubimci so ji vračali njeno ljubezen in tem je ona vedno izkazovala radodarnost, tudi po končanem razmerju. Potem ko ga je zapustila, je eden izmed njenih ljubimcev prejel v dar 50.000 denarjev in penzijo ki je štela 5.000 denarjev. Zadnji izmed ljubimcev, princ Zibov, štirideset let mlajši od nje, se je izkazal za najbolj svojeglavega in najbolj posebnega med vsemi. Druga dva nam poznana ljubimca sta bila tudi Grigorij Orlov in Stanislaj Poniatovski.
Katarina II. pa je vedno imela eno samo ljubezen, kateri je žrtvovala popolnoma vse in ta je bila Rusija. V svojih Poučevanjih je potrdila: »Želim si samo dobro te države, v katero me je Bog namestil«.

## Smrt
Katarina II. je umrla v 67. letu starosti, 6. novembra leta 1796 ob 9.20. Dan prej, 5. novembra, je carica utrpela možgansko kap, po kateri ni več prišla k zavesti. Pokopali so jo v Petropavlovski trdnjavi v Sankt Peterburgu. Tako se je končala doba zelo pomembne politične protagonistke 18. stoletja, ki je za sabo pustila pomembno sled. Njeno obdobje velja za zlato dobo Ruskega imperija.

## Dinastija Romanov
Katarinin prestol so si skušali pridobiti: Ivan VI. Ruski (1740 – 1764), Emel’Jan Ivanovič Pugačev (1742 – 1775), Avgusta Tarakanova (1744 – 1810), princesa Tarakanova (1753 – 1775).
Ivan VI. Ruski, je bil razglašen za ruskega carja leta 1740, ko je bil še dojenček. Dejansko ni nikoli vladal, saj ga je v manj kot enem letu vrgla s prestola Elizabeta Ruska, hči Petra Velikega. Ivan VI. je preživel svoje življenje v ječi kot zapornik. Ko je poskusil pobegniti z ječe, so ga ruske straže ubile. 
Emel’Jan Ivanovič Pugačev, je bil kozak in hujskač. Leta 1773 je bil na čelu velikemu uporu, ki se je razširil tako med Volškimi Bolgari, kot med kmeti na Uralu. Sam se je imenoval za carja pod imenom Peter III. in se napotil proti Moskvi. V bitki pri Orenburgu je bil zadržan dalj časa in tako je vlada to izkoristila in pripravila vojsko, ki je z lahkoto Pugačeva premagala in ga zasledovala. Izdali so ga nekateri kozaki in tako je bil Pogačev ugrabljen in obsojen na smrt, kot je ukazala Katarina II.
Avgusta Tarakanova, je bila hči Elizabete ruske in Razumovskega. Živela je v izgnanstvu. Katarina II. jo je ugrabila in tako je Avgusta leta 1785 vstopila v samostan v Moskvi, kjer je leta 1810 umrla.
Princesa Tarakanova, se je leta 1774 sama imenovala za Elizabetino hčer in za sestro Petra III. Tarakanovo je Katarinin ljubimec Girigori Orlov našel in ugrabil v italijanskem mestu Livorno. Peljal jo je v Rusijo, kjer so jo zaprli v ječo in kjer je tudi umrla za tuberkulozo.
Katarina je imela sina Pavla in hčerko Ano. Ana je umrla nekaj mesecev po rojstvu in to je Katarino izredno razžalostilo. Na prestolu jo je, dasi ga ni preveč ljubila, kot Pavel I. nasledil sin Pavel Petrovič (1754-1801). Zgodovina pri imenih Pavlovega očeta koleba med dvema takratnima Katarininima ljubimcema: Saltikom in Orlovom. Pavel je bil hudoben in krvoločen vladar. Svoje podrejene je klical takole: »Ti prah….« Nekaj let kasneje so Pavla zadušili in tako ga je nasledil Aleksander, ki je bil prvi Katarinin vnuk, na katerega je bila sama Katarina tudi zelo navezana.

## V ljudski kulturi
Edinstven lik Katarine je navdihnil, poleg številnih knjig in esejev, na desetine gledaliških predstav (vredna spomina je gledališka igra Koga slava še vedno obožuje, ki jo je napisal George Bernard Shaw) in filmov, ki se osredotočajo na njeno življenje in na njen legendarni značaj. Na ekranu so jo prikazale največje filmske zvezde minulega stoletja: od Marlene Dietrich (The Scarlet Empress), 1934) do Bette Davis (Great Captain), John Paul Jones, 1959), od Tallulah Bankhead (A Royal Scandal), 1945) do Jeanne Moreau (Great Catherine), 1968) in Vivece Lindfors (Storm), 1958). Catherine Zeta-Jones je upodobila Katarino v nanizanki Catherine the Great leta 1995. 
Spolno požrešna stran njenega značaja je pritegnila cvetočo igralko Mae West, ki v 40 letih, potem ko se je zaman trudila, da bi njen lik prikazala na ekranu, je izvedla okusno gledališko predstavo z naslovom Catherine Was Great, v kateri je seveda nosila obleke burne suverene. 
Ena najbolj znanih srbskih skupin novega vala, Ekaterina Velika, se je pri imenu navdihnila pri Katarini II. Ruski.
Nemška kanclerka Angela Merkel ima portret Katarine II. v svoji pisarni, ker jo označuje kot »močna ženska«.
Ruski izraz za denar »babki« (dobesedno: 'stare ženske') se nanaša na podobo Katarine II. natisnjene na bankovcu za 100 rubljev, ki so jih uporabljali pred oktobrsko revolucijo.
V anime Le Chevalier d'Eon, se mlada Katarina II. pojavi s svojim ruskim imenom Ekaterina.